# Природа Ханчжоу

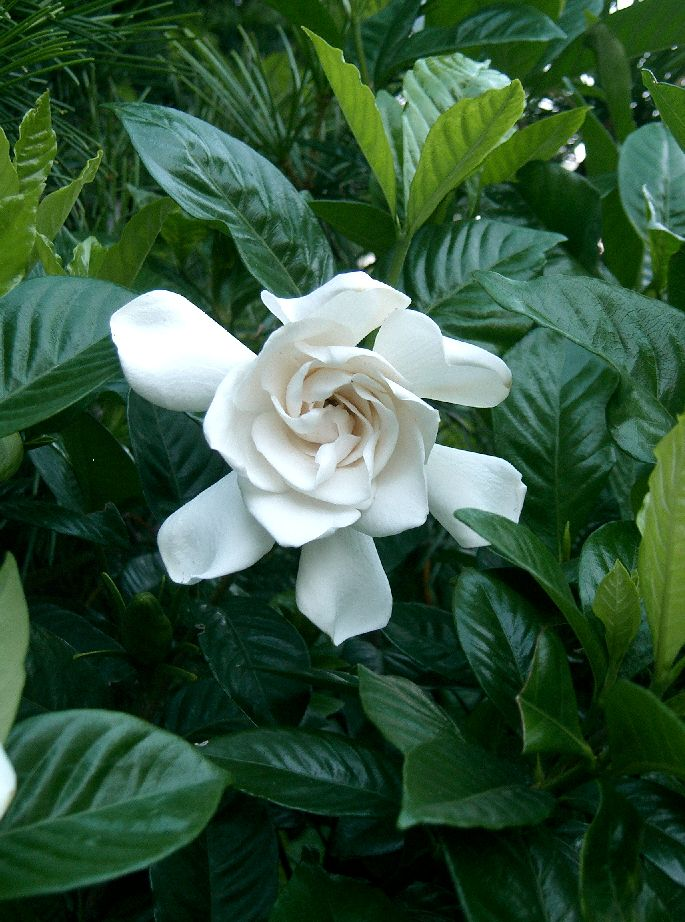
Гардения жасминовидная

В этой статье упор сделан на живую природу Ханчжоу.
Ханчжоу относится к региону субтропических вечнозелёных лесов. Горы добавляют разнообразие в виде высотной поясности, почвенной и климатической неоднородности. Многолетний климат территории колеблется, но сохраняет общие муссонные черты, поэтому растительный покров городского округа сложный и флористически богатый. Не все дикие виды росли здесь непрерывно, например современная родина гингко двулопастного перенесена генетическими исследованиями из Ханчжоу в Гуйчжоуское нагорье.
Рассматриваемый городской округ — мировой лидер по производству чёрной икры.

## Мир Растений

### Систематика
Как уже говорилось выше, китайские учёные прописали Ханчжоу в регионе субтропических вечнозелёных лесов. В таблице растительный  мир Ханчжоу рассматривается под разными углами: от ботаники до географии. У тепло-умеренной биоклиматической зоны и субтропического разряда ландшафтов есть общий критерий: абсолютный минимум температуры воздуха должен быть не холоднее -15 °C. По каким-то причинам этот критерий не применяется универсально для всей Земли.
| Флористическая область (и провинция)    | Класс растительности                | Растительная формация                                  | Культуры                                                           | Биоклиматическая зона                    | Разряд (и тип) ландшафтов                         |
| --------------------------------------- | ----------------------------------- | ------------------------------------------------------ | ------------------------------------------------------------------ | ---------------------------------------- | ------------------------------------------------- |
| Восточноазиатская (Центральнокитайская) | Litseo elongatae-Fagetea sp.        | Леса из бука Хаяты                                     | Сосна Массона, куннингамия, чай, бамбук (филлостахис), тунг Форда… | Тепло-умеренная и гоный аналог умеренной | Субтропический (восточноазиатский влажный лесной) |
| Восточноазиатская (Центральнокитайская) | Quercetea variabili-brevipetiolatae | Леса из листопадных дубов, сосен тайваньской и Массона | Сосна Массона, куннингамия, чай, бамбук (филлостахис), тунг Форда… | Тепло-умеренная и гоный аналог умеренной | Субтропический (восточноазиатский влажный лесной) |
| Восточноазиатская (Центральнокитайская) | Camellietea japonicae               | Леса из кастанопсисов и вечнозелёных дубов.            | Сосна Массона, куннингамия, чай, бамбук (филлостахис), тунг Форда… | Тепло-умеренная и гоный аналог умеренной | Субтропический (восточноазиатский влажный лесной) |

### Растительный покров

#### Высотная поясность

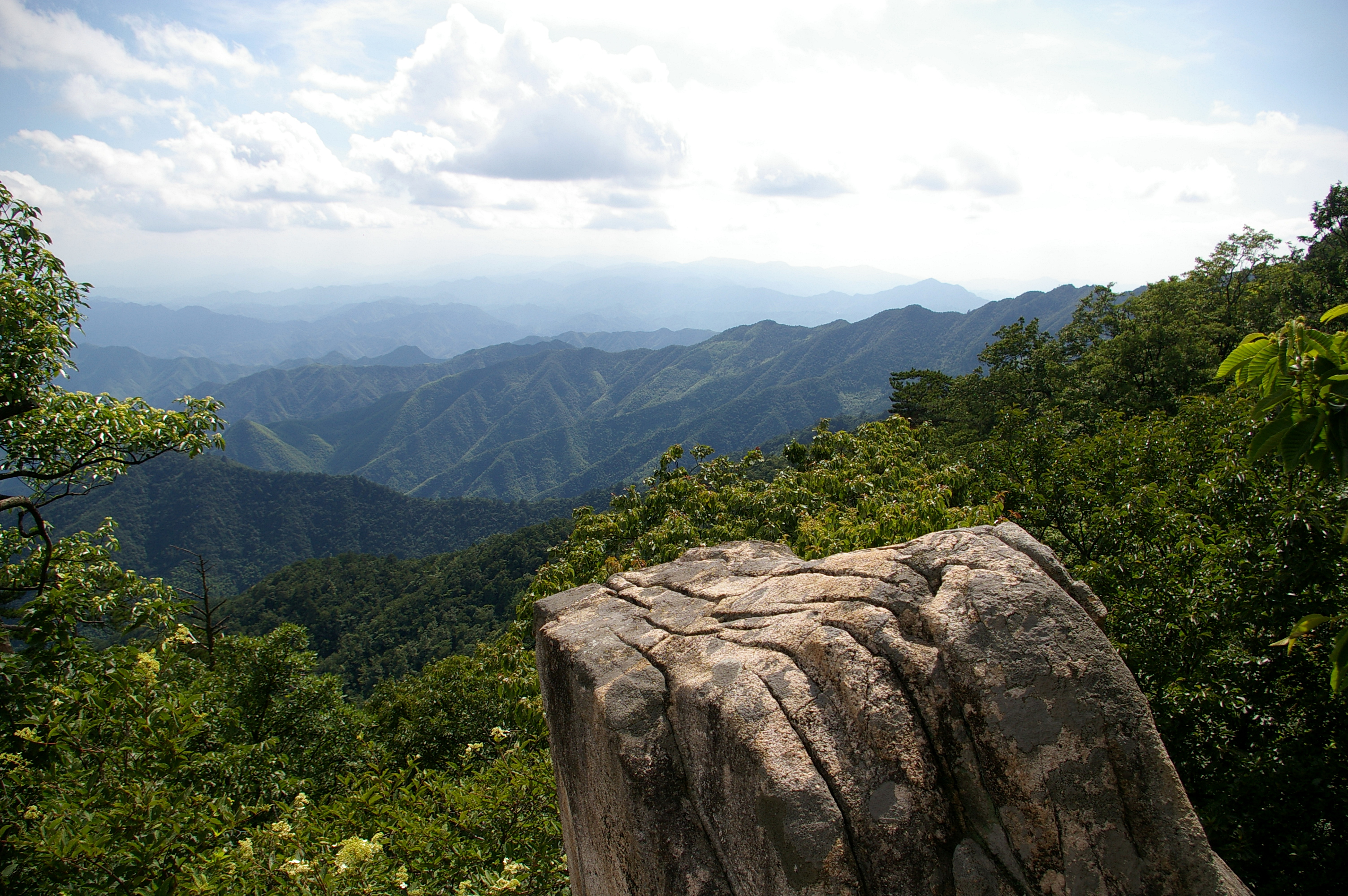
В горах Тяньму представлены оба высотных пояса

Небольшие горы вмещают два основных высотных пояса: широколиственных и вечнозелёных лесов. Нечёткая граница между ними проходит на высоте около 900 — 1100 метров, то есть в этой переходной полоске растут листопадные леса с вечнозелёным подлеском, например леса из бука Хаяты.
Широколиственному поясу соответствует неморальная растительность. Тут леса образованы листопадными дубами с каштанами и сосной тайваньской на каменистых участках. Для подлеска и травяного покрова характерны бамбуки: Indocalamus и Sasamorpha.
В вечнозелёном поясе прежде господствовала зональная субтропическая растительность, объединённая в класс камелии японской. Позднее бразды правления перешли к плантациям и вторичным лесам из сосны Массона и листопадных дубов с ликвидамбаром формозским. Для благоприятных мест типичны кастанопсисы при участии Shima superba. Более холодные или сухие биотопы заняты вечнозелёными дубами, которым сопутствуют литокарпусы и волчелистник крупноножковый.

#### Классификация растительности
| Класс растительности                | Диагностические виды класса и подчинённых синтаксонов в пределах Ханчжоу |
| ----------------------------------- | --- |
| Litseo elongatae-Fagetea sp.        | Бук длинночерешковый, бук Хаяты, магнолия цилиндрическая, пиерис японский, Meliosma myriantha, клён (Acer elegantulum), красивоплодник (Callicarpa giraldii), бамбук (Indocalamus latifolius), лириопе колосистая… |
| Quercetea variabili-brevipetiolatae | Сосны тайваньская и Массона, куннингамия, лжелиственница, дубы (пильчатый, Quercus aliena, Quercus fabrii…), каштан Генри, фисташка китайская, платикария, кизил спорный, сакура, каркас китайский, тутовник (Morus australis), стиракс (Styrax odoratissimus), симплокос метельчатый, Lindera glauca, гортензия (Hydrangea chinensis), мискантус китайский, хоста вздутая… |
| Camellietea japonicae               | Machilus thunbergii, Shima superba, кастанопсис (Castanopsis eyrei…), циклокария, дальбергия (Dalbergia hupeana), камелия (Camellia fraterna), рододендрон (Rhododendron ovatum…), кадсура (Kadsura longipedunculata), цимбидиум (Сymbidium goeringii)… |

### Флора
Эти места наполнены интересными и порой древними растениями. Некоторые из них представляют эндемичные восточноазиатские семейства: хельвингия японская, стахиурус китайский, церцидифиллюм японский…  На уровне родов можно отметить калопанакс и таписцию.

#### Биоразнообразие
Дикая природа городского округа отличается высоким разнообразием даже по меркам субтропического пояса, например в здешних лесах произрастают свыше 20 видов буковых, включая все китайские каштаны. Нечто подобное можно сказать про лавровые и другие семейства.
- Сосновые: сосна (2), лжелиственница, тсуга китайская, псевдотсуга китайская.
- Кипарисовые: куннингамия, криптомерия, кипарис плакучий, можжевельник формозский.
- Тисовые и головчатотисовые: торрея крупная, тис Валлиха, головчатотис (2).
- Буковые: бук (2), каштан (3), кастанопсис (~4), листопадные и вечнозелёные дубы (~12), литокарпус (~3).
- Лавровые: Machilus, коричник, сассафрас (Sassafras tzumu), Phoebe sheareri, литсея (литсея кубеба…), Neolitsea, Lindera.
- Бобовые: альбиция (2), дальбергия, кладрастис, гледичия, багрянник, софора японская, маакия, ормозия, мукуна, цезальпиния, индигофера…
- Чайные и пентафилаксовые: Shima superba, камелия (~4), стюартия китайская, тернстремия голоцветковая, клейера японская, эурия.
- Аралиевые: калопанакс, тетрапанакс бумажный, аралия, Gamblea, дендропанакс, элеутерококк, плющ непальский.
- Гамамелисовые и алтингиевые: ликвидамбар (2), лоропеталум китайский, гамамелис, Fortunearia, корилопсис, Distylium…
- Вересковые: рододендрон, пиерис японский, энкиантус, лиония овальнолистная, вакциниум.

#### Ценные растения
В лесах и кустарниковых зарослях Ханчжоу встречается сразу несколько претендентов на цветочный символ города. Вот они: магнолия лекарственная, рододендрон Симса, гибискус сирийский, павловния Форчуна и вистерия китайская. Осенью наливаются красками знамёна клёна дланевидного, Nyssa sinensis и Alchornea davidii. Привлекательной листвой отличаются пальма трахикарпус Форчуна, тетрапанакс бумажный, туна китайская и айлант высочайший. Последние два вида населяют вторичные дубовые леса, о которых речь была выше.
Природа наделила Ханчжоу широким ассортиментом дикорастущих видов со съедобными плодами. Понцирус трёхлисточковый относится к цитрусам. Из местных видов хурмы наибольшую ценность имеет хурма восточная. Семейство розовые расщедрилось на несколько полезных дикоросов: это вишня колокольчатая, слива китайская, псевдоцидония, груши уссурийская и грушелистная. Список тутовых выглядит скромнее: маклюра триостренная, шелковицы белая и тёмная (Morus australis). От местных видоградовых толку мало, потреблять можно, в основном, виноград амурский. В пищу годятся также фрукты малоизвестного родственника фисташки — хероспондиаса пазушного. Завершая рассказ о плодовых растениях, нельзя не упомянуть о восковнице красной и актинидии китайской (киви). 
Ценность растений не исчерпывается только красотой и съедобностью, например в Ханчжоу встречается османтус душистый, из названия которого становится понятной сфера его применения. Куннингамия служит источником деловой древесины, а быстро растущая павловния используется для отопления домов. Высокоствольные бамбуки сажали возле деревень отнюдь не с целью ублажать взор, но для получения дешёвых строительных материалов.
|                      |  |                        |  |                   |  |             |
| Тетрапанакс бумажный |  | Магнолия лекарственная |  | Рододендрон Симса |  | Куннингамия |

## Мир животных
В 2017 году компания «Kaluga Queen» вырастила в одном из местных водохранилищ 70 тонн чёрной икры, что составило около трети мирового производства этого деликатеса. Для сравнения: в 2018 году в России добыли 44 тонны.

## Охрана природы
На территории Ханчжоу находятся два заповедника и несколько национальных лесных парков. Они сосредоточены в западной части округа. Из заповедников наиболее известен «Тяньмушань». Раньше он считался современной родиной гингко двулопастного, пока генетические исследования не перенесли её в Гуйчжоуское нагорье. Буковые леса растут только в заповеднике «Цинлянфэн». Один из национальных лесных парков расположен на берегах Озера тысячи островов (водохранилица), которое является крупнейшим водоёмом округа. Зелёная зона вокруг озера Сиху имеет менее строгий природоохранный режим из-за близости к центру города.